# سیارک ۱۴۸۳۱
سیارک ۱۴۸۳۱ (به انگلیسی: 14831 Gentileschi، نامگذاری:1987BS1) چهارده هزار و هشتصد و سی و یکمین سیارک کشف شده‌است که در ۲۲ ژانویه ۱۹۸۷ کشف شد.
قدر مطلق سیارک برابر ۱۳٫۳۰ است.